# Polina Edmunds
Polina Edmunds (* 18. Mai 1998 in Santa Clara, Kalifornien) ist eine ehemalige US-amerikanische Eiskunstläuferin, die im Einzellauf startete.
Sie ist die Vier-Kontinente-Meisterin des Jahres 2015. Außerdem nahm sie an den Olympischen Winterspielen 2014 sowie an den Eiskunstlauf-Weltmeisterschaften 2014 und 2015 teil.

## Ergebnisse
| Meisterschaft / Jahr             | 2014    | 2015    | 2016    | 2017    | 2018    |
| -------------------------------- | ------- | ------- | ------- | ------- | ------- |
| Olympische Winterspiele          | 9.      |         |         |         |         |
| Weltmeisterschaften              | 8.      | 8.      |         |         |         |
| Vier-Kontinente-Meisterschaften  |         | 1.      |         |         |         |
| US-amerikanische Meisterschaften | 2.      | 4.      | 2.      |         |         |
| Grand-Prix-Wettbewerb            | 2013/14 | 2014/15 | 2015/16 | 2016/17 | 2017/18 |
| Cup of China                     |         | 4.      |         |         |         |
| NHK Trophy                       |         | 8.      |         |         |         |
| Skate Canada                     |         |         | 6.      |         |         |
| Cup of Russia                    |         |         | 4.      |         |         |
| Internationaux de France         |         |         |         |         | 10.     |